# Inocellia crassicornis
Inocellia crassicornis là một loài côn trùng trong họ Inocelliidae thuộc bộ Raphidioptera. Loài này được Schummel miêu tả năm 1832.